# Thales Group
El Grupo Thales (Thales Group) es una compañía francesa de electrónica dedicada al desarrollo de sistemas de información y servicios para los mercados aeroespacial, de defensa y seguridad. Su sede se encuentra en Neuilly-sur-Seine (en las afueras de París), y sus acciones cotizan en el Euronext París.
La compañía antes se llamaba Thomson-CSF y cambió su nombre a Thales en diciembre de 2000 poco después de adquirir por 1300 millones de libras la compañía Racal Electronics plc, un grupo de electrónica de defensa británico. Ahora es propiedad parcial del Estado francés y opera en más de 50 países. Tiene en torno a 83 000 empleados y en 2024 ha generado 20576 millones de euros en ingresos. Thales está situada como la 485.ª compañía más grande por la revista Fortune, es la 16.ª contratista de defensa más grande del mundo siendo el 63 % de sus ventas totales destinadas al ámbito militar.[cita requerida]